# Lopadotemachoselachogaleokranioleipsanodrimhypotrimmatosilphioparaomelitokatakechymenokichlepikossyphophattoperisteralektryonoptekephalliokigklopeleiolagoiosiraiobaphetraganopterygon
Lopadotemachoselachogaleokranioleipsanodrimhypotrimmatosilphioparaomelitokatakechymenokichlepikossyphophattoperisteralektryonoptekephalliokigklopeleiolagoiosiraiobaphetraganopterygon (tiếng Hy Lạp cổ - bảng chữ cái 1169-74: λοπαδοτεμαχοσελαχογαλεοκρανιολειψανοδριμυποτριμματοσιλφιοκαραβομελιτοκατακεχυμενοκιχλεπικοσσυφοφαττοπεριστεραλεκτρυονοπτοκεφαλλιοκιγκλοπελειολαγῳοσιραιοβαφητραγανοπτερύγων) là tên một món ăn giả tưởng được Aristophanes nhắc tới trong vở hài kịch Ecclesiazusae. Từ điển A Greek–English Lexicon của Liddell và Scott dịch từ này thành "tên một món ăn bao gồm tất cả các thức ăn ngon, cá, thịt, gà, và nước xốt ("name of a dish compounded of all kinds of dainties, fish, flesh, fowl, and sauces"). Với 171 chữ cái trong bảng chữ cái Hy Lạp cổ, đây là từ dài nhất từng xuất hiện trong văn học.
Món ăn này là một món hầm với ít nhất 16 loại gia vị và thực phẩm khác nhau. Nó được sử dụng trong bối cảnh là đoạn hát xướng cuối cùng của vở kịch, khi Blepyrus (và khán giả) được mời tới bữa tiệc đầu tiên của chế độ mới.